# 电气机械座

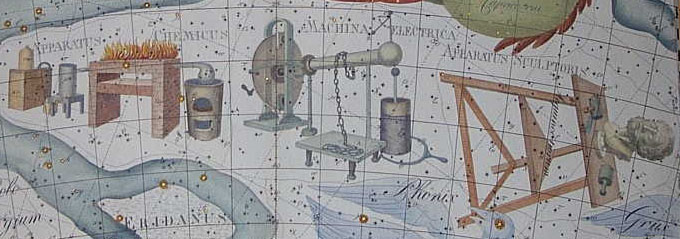
约翰·波得在1801年出版星图Uranographia中的电气机械座(中)

电气机械座（拉丁语：Machina Electrica）是一个已经被废除的星座，1800年由普鲁士天文学家约翰·波得创立，星座图案为手动式摩擦起电机和莱顿瓶。
电气机械座现在位于鲸鱼座的南部，以及玉夫座、波江座的一部分。